# Приключения супергероев: Морозный бой
Приключения супергероев: Морозный бой (англ. Marvel Super Hero Adventures: Frost Fight!) — мультипликационный фильм, предназначенный для домашнего просмотра и основанный на комиксах о супергероях «Marvel». Премьера фильма состоялась 11 декабря 2015 года.

## Сюжет
Мстители (Халк, Тор, Железный человек, Капитан Америка, Капитан Марвел и Рептилия) сражаются с ледяным великаном Имиром, похитившим шкатулку древних сил. Видя, что гигант проигрывает, находившийся неподалёку Локи открывает портал в другой мир и забирает сообщника. Имир рассказывает Локи о добром могучем волшебнике Йоульнире из Альвхейма, известном среди людей как Санта-Клаус. Коварный асгардец замышляет забрать силу волшебника с помощью другой шкатулки древних сил. Он объявляет награду за поимку опасного преступника Санта-Клауса и с Имиром отправляется в Альхейм. Там они нападают на главнокомандующего альвов Афиделя и требуют, чтобы он отвёл их к шкатулке.
Енот Ракета и Грут — получают сообщение о награде и направляются на поиски Йоульнира. На Альхейме Стражи Галактики вступают в конфликт с пряничными человечками, а затем нападают на человека в санях, которым оказывается миссис Клаус. Приняв пришельцев за друзей Санты, его жена приглашает их домой. Не обнаружив мужа дома, миссис Клаус на звездолёте Стражей отправляется на его поиски.
Вернувшийся из Асгарда Тор сообщает о награде своего брата за поимку Санта-Клауса. Капитан Америка считает, что намечается серьёзная проблема, и вместе с Железным человеком, Капитаном Марвел и Рептилией они телепортируются в Альхейм. Попав в лес из пряничных деревьев, Мстители оказываются под прицелом альвийских лучников во главе с Малитри. Он обвиняет людей в нападении на их главнокомандующего. После недолгого боя Рептилии удаётся убедить Малитри, что они пришли на помощь Йоульниру.
На земле Тор и Халк заходят в магазин игрушек и знакомятся с продавцом Ником, точной копией Йоульнира. Они покупают все игрушки, одевают продавца в костюм Санта-Клауса и повсеместно начинают разбрасывать подарки.
Афидель приводит Локи и Имира в пещеру, где хранится шкатулка. Локи побеждает чудовище Йорокракена, охраняющего артефакт, и забирает шкатулку. Мстители находят дом Клаусов, и на них там нападают альвы, порабощённые Локи. Имир замораживает героев, но им на помощь приходят Тор и Халк. Захватив Рептилию, Локи требует, чтобы Мстители нашли Санту. Появляется Йоульнир, и Локи забирает его силу. Вера Рептилии возвращает силу Санта-Клаусу, и Мстители побеждают Локи. Имир пытается заморозить героев, но появляются Стражи Галактики и побеждают его.
Мстители помогают Санта-Клаусу развести подарки. Локи и Имир отстраивают дом Клаусов. Стражи Галактики на новом звездолёте прилетают в Башню Старка поблагодарить Йоульнира за подарок, а Грут в качестве благодарности превращается в огромную ель.

## Роли озвучивали
- Железный человек, Афидель — Мик Уингерт
- Капитан Америка, Пряничный человечек — Мэттью Мерсер
- Тор — Трэвис Уиллингэм
- Халк, Имир — Фред Таташор
- Капитан Марвел — Грей Делайл
- Рептилия — Энтони Дель Рио
- Локи — Трой Бейкер
- Енот Ракета, Джарвис, Малитри — Тревор Дивэлл
- Грут — Кевин Майкл Ричардсон
- Санта-Клаус/Йоульнир, Ник — Стивен Блум
- миссис Клаус — Джейн Сингер

## Номинации
В 2016 фильм был номинирован на премию «Золотая бобина» в категории «Лучший звуковой монтаж мультфильмов, выпущенных сразу на видео».